# 베리후 아레가위
베리후 아레가위 테클레하이마노트(암하라어: በሪሁ ኣረጋዊ ተክለሃይማኖት, 2001년 2월 28일~)는 에티오피아의 육상 선수로 주 종목은 장거리 달리기이다. 올림픽에 2회(2020, 2024) 참가했고 2024년 하계 올림픽 남자 10000m 종목에서 은메달을 획득했다. 또한 2021년 다이아몬드 리그 10000m 부문에서 우승을 차지했다.
현재 남자 3000m 달리기 에티오피아 국가 기록을 보유하고 있다.